# Theo Reinhardt
Theo Reinhardt, né le 17 septembre 1990 à Berlin, est un coureur cycliste allemand. Spécialiste de la course à l'américaine sur piste, il est notamment double champion du monde et triple champion d'Europe de la discipline avec Roger Kluge. 

## Biographie
En 2007, Theo Reinhardt est vice-champion d'Allemagne de poursuite par équipes chez les juniors (moins de 19 ans), avec Thomas Juhas, Julius Marquardt et Benjamin Bernhard. En 2008, il devient champion d'Allemagne de l'américaine juniors, avec Thomas Juhas. Aux championnats d'Europe juniors, il est médaillé de bronze de la poursuite par équipes (avec Johannes Kahra, Jakob Steigmiller et Thomas Juhas).
En 2010, aux championnats d'Europe espoirs (moins de 23 ans), il décroche l'argent sur la poursuite par équipes (avec Kahra, Steigmiller et Lucas Liss) et le bronze sur l'américaine. Sur route, il est sixième du Tour du Loir-et-Cher. En 2011, il termine troisième du championnat d'Allemagne de l'américaine et de poursuite par équipes.
En 2012, il se classe dans le top 10 de plusieurs courses sur route. Aux championnats d'Allemagne sur piste, il est deuxième de la course à points et troisième de la poursuite par équipes (avec Maximilian Beyer, Hans Pirius et Sebastian Wotschke). La même année, il participe à ses premiers championnats d'Europe élites à Panevėžys, en Lituanie, où il remporte la médaille d'argent sur la poursuite par équipes (avec Lucas Liss, Henning Bommel et Maximilian Beyer). Aux mondiaux sur piste 2013 à Minsk, Reinhardt et Henning Bommel décrochent la médaille de bronze sur l'américaine. En 2014, il fait partie du quatuor allemand qui remporte la médaille d'argent de la poursuite par équipes aux championnats d'Europe.

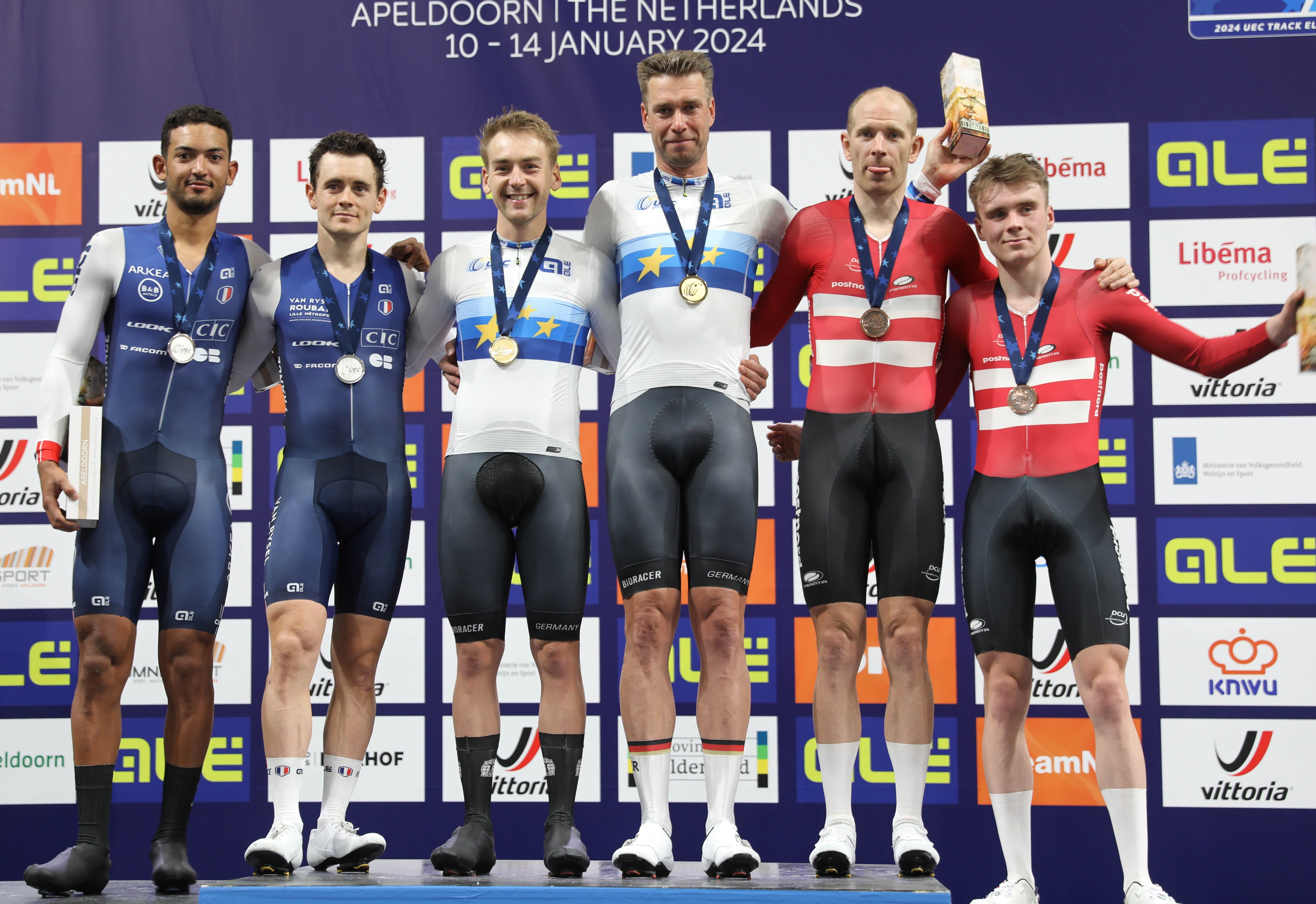
Podium aux championnats d'Europe 2024 (de gauche à droite) : Donavan Grondin, Thomas Boudat, Reinhardt, Roger Kluge, Michael Mørkøv et Theodor Storm.

En 2016, Theo Reinhardt est sélectionné pour la poursuite par équipes des Jeux olympiques de Rio de Janeiro. Il termine cinquième avec Nils Schomber, Kersten Thiele, Domenic Weinstein et Henning Bommel. En janvier 2018, il remporte sa première course de six jours à Brême avec Kenny De Ketele. Début mars, avec Roger Kluge, il devient champion du monde de l'américaine à Apeldoorn. Aux championnats d'Europe de la même année, le duo prend la deuxième place. En 2019, Reinhardt et Kluge conservent leur titre de champion du monde de l'américaine. L'année suivante, à domicile, le duo se contente de la troisième place aux mondiaux de Berlin.
En 2021, Reinhardt est sélectionné pour participer aux Jeux olympiques de Tokyo, où il termine sixième de la poursuite par équipes et neuvième de la course à l'américaine. Entre 2022 et 2024, le duo Kluge/Reinhardt remporte trois titres consécutifs de champion d'Europe de l'américaine. En 2022, il est également médaillé d'argent de course à l'élimination, devancé par Elia Viviani. Sur route, il gagne le Tour de l'Oder en 2022. En 2023, Reinhardt et Kluge gagnent les Six jours de Berlin. En août 2024, il est au départ de ses troisièmes Jeux olympiques, où il se classe sixième de la course à l'américaine et neuvième de la poursuite par équipes.
En février 2025, Theo Reinhardt met un terme à sa carrière sportive après avoir remporté les Six Jours de Berlin. Par la suite, il occupe un poste au sein de la Fédération allemande de cyclisme.

## Palmarès sur piste

### Jeux olympiques
- Rio de Janeiro 2016
  - 5e de la poursuite par équipes
- Tokyo 2020
  - 6e de la poursuite par équipes
  - 9e de la course à l'américaine
- Paris 2024
  - 6e de la course à l'américaine
  - 9e de la poursuite par équipes

### Championnats du monde
- Minsk 2013
  -  Médaillé de bronze de l'américaine

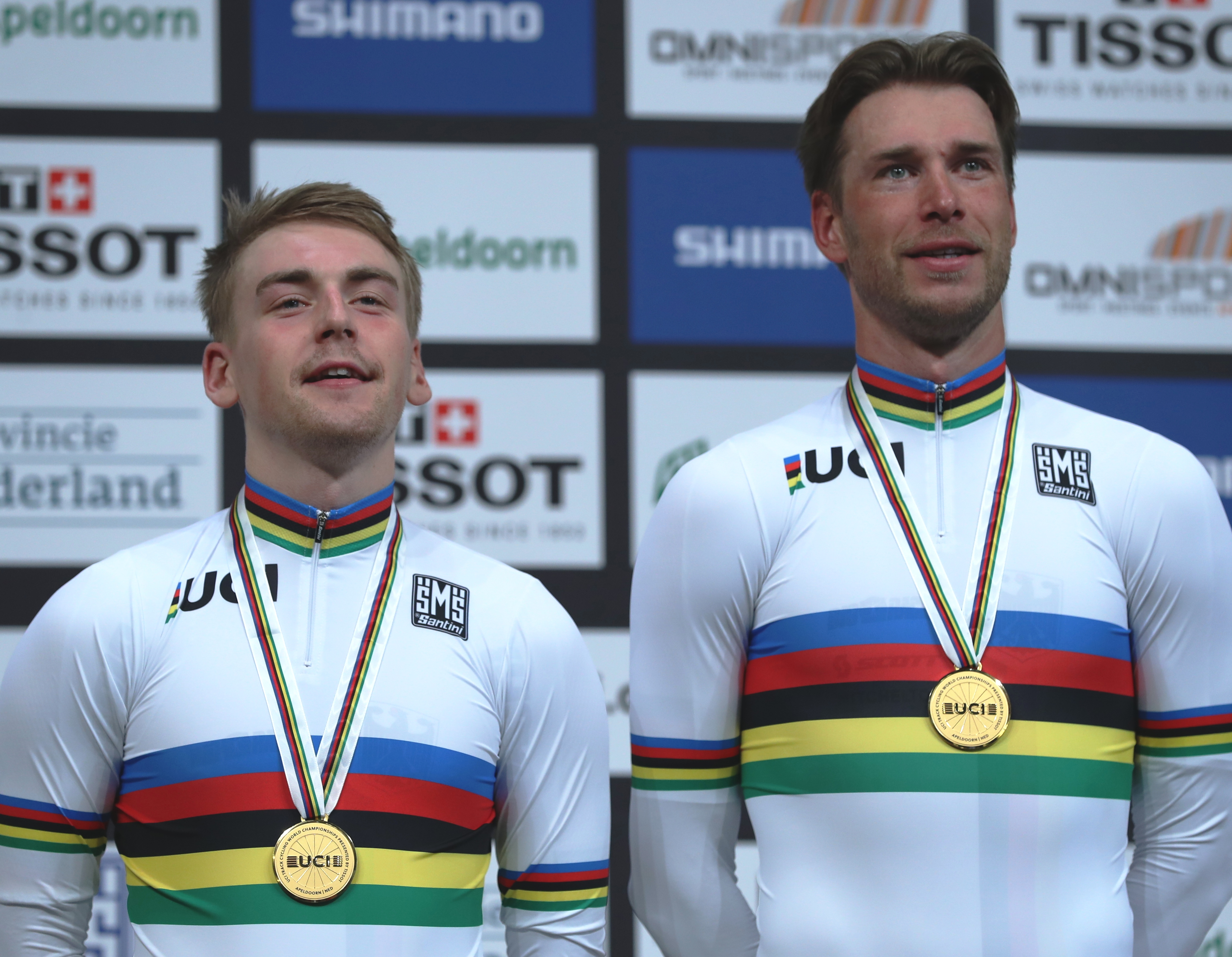
Theo Reinhardt (à g.) et Roger Kluge en tant que champion du monde de l'américaine en 2018.

  - 6e de la poursuite par équipes
  - 7e du scratch
- Cali 2014
  - 7e de la course aux points
  - 7e de la poursuite par équipes
  - 7e de l'américaine
- Saint-Quentin-en-Yvelines 2015
  - 4e de la poursuite par équipes
  - 5e de l'américaine
- Londres 2016
  - 6e de la poursuite par équipes
- Hong Kong 2017
  - 9e de l'américaine[4]
  - 12e de la poursuite par équipes[5]
- Apeldoorn 2018
  -  Champion du monde de l'américaine (avec Roger Kluge)
  - 4e de la poursuite par équipes[6]
- Pruszków 2019
  -  Champion du monde de l'américaine (avec Roger Kluge)
  - 5e de la poursuite par équipe[7]
- Berlin 2020
  -  Médaillé de bronze de l'américaine

### Coupe du monde
- 2012-2013
  - 2e de la poursuite par équipes à Glasgow
- 2013-2014
  - 3e de la poursuite par équipes à Guadalajara
- 2014-2015
  - 3e de la poursuite par équipes à Guadalajara
  - 3e de l'américaine à Londres
- 2015-2016 
  - 3e de la poursuite par équipes à Cambridge
- 2017-2018
  - 2e de la poursuite par équipes à Pruszków
- 2018-2019
  - 3e de l'américaine à Berlin
- 2019-2020
  - 1er de la poursuite par équipes à Hong Kong (avec Felix Groß, Leon Rohde et Domenic Weinstein)
  - 1er de l'américaine à Hong Kong (avec Roger Kluge)

### Coupe des nations
- 2021
  - 1er de la poursuite par équipes à Hong Kong (avec Felix Groß, Marco Mathis, Leon Rohde et Domenic Weinstein)
  - 1er de l'américaine à Hong Kong (avec Moritz Malcharek)
- 2022
  - 3e de la poursuite par équipes à Milton
  - 3e de l'américaine à Milton
- 2023
  - 1er de l'américaine à Jakarta (avec Roger Kluge)
  - 1er de l'américaine au Caire (avec Roger Kluge)
  - 3e de la poursuite par équipes au Caire
- 2024
  - 2e de l'américaine à Adélaïde

### Championnats d'Europe
| Édition / Épreuve                | Poursuite par équipes | Américaine            | Derny  | Elimination |
| Pruszkow 2008 (juniors)          | Bronze                |                       |        |             |
| Saint-Pétersbourg 2010 (espoirs) | Argent                | Bronze                |        |             |
| Panevėžys 2012                   | Argent                |                       |        |             |
| Montichiari 2013                 |                       |                       | Argent |             |
| Baie-Mahault 2014                | Argent                |                       |        |             |
| Glasgow 2018                     |                       | Argent                |        |             |
| Apeldoorn 2019                   |                       | Bronze                |        |             |
| Munich 2022                      | 4e                    | Or (avec Roger Kluge) |        | Argent      |
| Granges 2023                     | 6e                    | Or (avec Roger Kluge) |        |             |
| Apeldoorn 2024                   |                       | Or (avec Roger Kluge) |        |             |

### Six jours
- 2018 : Brême (avec Kenny De Ketele)
- 2019 : Berlin (avec Roger Kluge)
- 2023 : Berlin (avec Roger Kluge)
- 2024 : Brême (avec Roger Kluge)
- 2025 : Berlin (avec Roger Kluge)

### Championnats nationaux
| - 2007 - 2e de la poursuite par équipes juniors - 2008 - Champion d'Allemagne de l'américaine juniors (avec Thomas Juhas) - 2010 - 3e de la poursuite par équipes - 2011 - 3e de l'américaine - 3e de la poursuite par équipes - 2012 - 2e de la course aux points - 3e de la poursuite par équipes - 3e de l'omnium - 2013 - 3e de la poursuite par équipes - 2014 - Champion d'Allemagne de poursuite par équipes - Champion d'Allemagne de l'omnium - 2015 - Champion d'Allemagne de poursuite par équipes | - 2017 - Champion d'Allemagne de poursuite par équipes - Champion d'Allemagne de l'américaine (avec Kersten Thiele) - 2019 - Champion d'Allemagne de poursuite par équipes - Champion d'Allemagne de course aux points - Champion d'Allemagne de l'américaine (avec Maximilian Beyer) - 2e de la poursuite - 2022 - Champion d'Allemagne de poursuite par équipes - Champion d'Allemagne de l'américaine (avec Roger Kluge) - 2e de la course aux points - 2023 - Champion d'Allemagne de poursuite par équipes |  |

## Palmarès sur route

### Par années
| - 2010 - 1re étape du Tour de Berlin (contre-la-montre par équipes) - 2011 - 4e étape du Tour de Berlin - 2e de l'Erzgebirgsrundfahrt - 2012 - 3e du Rund um die Nürnberger Altstadt - 2013 - 1re étape de l'Okolo Jižních Čech - 2e de l'Okolo Jižních Čech - 2015 - Champion d'Allemagne du contre-la-montre par équipes - 3e de l'Okolo Jiznich Cech | - 2017 - 3e étape du Dookoła Mazowsza - 2018 - Grand Prix de Buchholz - 2019 - 3ea étape du Tour de l'Oder (contre-la-montre) - 2e du Grand Prix de Buchholz - 2022 - Tour de l'Oder : - Classement général - 1re et 2e étapes |  |

### Classements mondiaux
| Année                                 | 2009  | 2010 | 2011 | 2012 | 2013 | 2014 | 2015  | 2016 | 2017  | 2018 | 2019 | 2020 | 2021 | 2022 | 2023  |
| ------------------------------------- | ----- | ---- | ---- | ---- | ---- | ---- | ----- | ---- | ----- | ---- | ---- | ---- | ---- | ---- | ----- |
| Classement mondial                    |       |      |      |      |      |      |       | nc   | 1641e | nc   | nc   | nc   | nc   | nc   | 3152e |
| UCI Europe Tour                       | 1024e | 834e | 558e | 612e | 248e | nc   | 1039e | nc   | 1046e | nc   | nc   | nc   | nc   | nc   | nc    |
|                                       |       |      |      |      |      |      |       |      |       |      |      |      |      |      |       |
| Légende : nc = non classéSource : UCI |       |      |      |      |      |      |       |      |       |      |      |      |      |      |       |